# 유밀레이디 쿰바
유밀레이디 쿰바 하이(스페인어: Yumileidi Cumbá Jay, 1975년 2월 11일 ~ )는 쿠바의 육상 선수이다. 그녀는 2000년 시드니 올림픽에서 6위를 했다.
그녀의 키는 1.83m이고 몸무게는 105kg이다.

## 인물 정보
그녀는 2004년 올림픽에서 금메달을 획득했다. 우승자는 러시아의 이리나 코르자넨코였지만 도핑 테스트에서 양성 반응을 보였기 때문에 며칠 후 실격 처리되었다.